# Cipros
Cipros o Cypros (en idioma griego Κῦπρος, siglo I a. C.), fue una rica princesa nabatea oriunda de Petra, cuya familia tenía vínculos con todos los reyes de Arabia. Ella fue esposa de Antípatro, el principal consejero de Hircano II, gobernador de Judea. Después de la conquista de la región por Pompeyo (63 a. C.), Antípatro se convierte en gobernador de Judea por decisión de los romanos, Hircano II se convierte en el gobernante oficial de Judea con el título de sumo sacerdote. En el 48 a. C., Antípatro es nombrado procurador de Judea.
El matrimonio tuvo cuatro hijos: Fasael (Phasael), Herodes (rey de Judea), José, y Feroras (Pheroas), y una hija, Salomé.
Antípatro, Herodes y Fasael son apoyados por el gobernador de Siria, Sexto César, quien nombra a Herodes estratega de Celesiria y Samaria en el año 46 a. C. Después del asesinato de Julio César el 15 de marzo del 44 a. C., Antipater y su hijo Herodes se unieron al gobernador de Siria, Cecilio Bassus, antiguo partidario de Pompeyo y le pagaron un tributo de 700 talentos. Esta "política de soborno" permite que Antipater y sus hijos sean confirmados en sus funciones.
Antípatro muere envenenado por Malico, que soñaba con tomar su lugar.
Antípatro era de una familia importante de idumeos. Él tenía un hermano llamado Phalion. El nombre de su padre, de acuerdo con Flavio Josefo, era Antipas; de acuerdo con Jerónimo de Estridón, era Herodes de Ascalón.